# Эльмурза Алебуриев
Эльмурза (Явла) Алебуриев (род. сред. XVI века, Старые Окохи, Окоцкая земля — ум. начало XVII века, Старые Окохи, Окоцкая земля) — окоцкий мурза (князь), cлужилый окоцкий мурза, Эльмурза Алебуриев отмечен в документах 1686 года Терского города и Астраханской приказной палаты обращениями о выплате денежного жалованья ему и его 10 узденям.

## Биография
Екатерина Кушева сообщает, что Окоцкий мурза Эльмурза Алебуриев не назван в документе Костровым, и по этому можно полагать, что Эльмурза Алебуриев не являлся сыном Албир-мурзы Кострова, умершего около 1645 года. Эльмурза Алебуриев служил в Терском городе.
Эльмурза Алебуриев обращался к царю Петру Алексеевичу за жалованьем и получил годовой оклад 22 рубля. В документе Алебуриев назван самодержцем мурзой.
1686 г. сентябрь — ноября 6.—Дело Астраханской приказной палаты о выдаче жалованья на 195 г. терскому окоцкому Эльмурзе Алебуриеву и его узденям.
1686 г. сентябрь. — Челобитная окоцкого Эльмурзы Алебуриева о выдаче в Астрахани годового денежного жалованья на 195 г. ему и его узденям.

Великим государем царем и великим князем Иоанну
Алексеевичю, Петру Алексеевичю и вели[кой] государыне благоверной царевне и великой княжне Софие Алексеевне, всеа Великия и Малыя и Белыя Росии самодержцем, бьют челом холопи ваши, терской окоцкой Ялка-мурза Алебуриев с узденишки. Милосердые великие государи цари и великие князи Иоанн Алексеевич, Петр Алексеевич и великая государыня благоверная царевна и великия княжна София Алексеевна, всеа Великия и Малыя и Белыя Росии самодержцы, пожалуйте нас, холопей своих, царским денежным жалованьем на нынешней на 195-й год против терской отписки. Великие государи, смилуйтеся, пожалуйте!— 1686 г. сентябрь — ноября 6. — Дело Астраханской приказной палаты о выдаче жалованья на 195 г. терскому окоцкому Эльмурзе Алебуриеву и его узденям